# 中共十八大后落马的副军级及以上解放军军官和武警警官
本列表收录自2012年11月中共十八大以来落马的副军级及以上解放军军官和武警警官。
列表按涉案官员职级自高至低排序；职级相同的，按照中国共产党中央纪律检查委员会对外公布时间先后排序。
  仍在处理中/处理完毕未公布结果  已处理完毕并公布结果
| 军衔                           | 姓名       | 职务/原职务                                                      | 落馬时间       | 现状                                                         |
| 军委副主席                     | 军委副主席 | 军委副主席                                                       | 军委副主席     | 军委副主席                                                   |
| ------------------------------ | ---------- | ---------------------------------------------------------------- | -------------- | ------------------------------------------------------------ |
| 上将                           | 徐才厚     | 中共中央政治局原委员、中央军委原副主席                           | 2014年3月15日  | 开除党籍、军籍、褫夺上将军衔、案件侦结移送起诉期间病亡       |
| 上将                           | 郭伯雄     | 中共中央政治局原委员、中央军委原副主席                           | 2015年4月9日   | 开除党籍、军籍、褫夺上将军衔、判处无期徒刑                   |
| 军委委员级                     |            |                                                                  |                |                                                              |
| 上将                           | 张 阳      | 中央军委原委员、中央军事委员会政治工作部原主任                   | 2017年8月28日  | 接受组织谈话期间自缢身亡，死后被开除党籍、军籍、取消上将军衔 |
| 上将                           | 房峰辉     | 中央军委原委员、中央军事委员会联合参谋部原参谋长                 | 2017年8月28日  | 开除党籍、军籍、取消上将军衔，判处无期徒刑                   |
| 上将                           | 李尚福     | 中央军委委员、国务委员兼国防部部长                               | 2023年8月31日  | 开除党籍、军籍、取消上将军衔，移送军事检察机关               |
| 上将                           | 魏凤和     | 中央军委原委员、原国务委员兼国防部部长                           | 2023年9月21日  | 开除党籍、军籍、取消上将军衔，移送军事检察机关               |
| 上将                           | 苗 华      | 中央军委委员、中央军事委员会政治工作部主任                       | 2024年11月28日 | 因涉嫌“严重违纪”，接受停职调查。罢免全国人大代表职务         |
| 战区正职级（军改前正大军区级） |            |                                                                  |                |                                                              |
| 上將                           | 田修思     | 全国人大外事委员会副主任委员、空军原黨委書記、政治委員           | 2016年7月9日   | 开除党籍、军籍、取消上将军衔，移送军事检察机关               |
| 武警上將                       | 王建平     | 中央军事委员会联合参谋部副参谋长、武警原司令员                   | 2016年12月29日 | 开除党籍、军籍、取消上将军衔，移送军事检察机关               |
| 上將                           | 王喜斌     | 全国人大常委会委员、国防大学原校长                               | 2017年2月24日  | 开除党籍、军籍、取消上将军衔，移送军事检察机关               |
| 上将                           | 丁来杭     | 全国人大华侨委员会副主任委员、空军原司令员                       | 2023年12月29日 | 罢免全国人大代表职务                                         |
| 上将                           | 周亚宁     | 全国人大外事委员会副主任委员、火箭军原司令员                     | 2023年12月29日 | 罢免全国人大代表职务                                         |
| 上将                           | 李玉超     | 火箭军原司令员                                                   | 2023年12月29日 | 开除党籍、军籍、取消上将军衔，移送军事检察机关               |
| 上将                           | 刘亚洲     | 中国人民解放军国防大学原政治委员                                 | 未知           | 开除党籍、军籍、取消上将军衔，判处无期徒刑。                 |
| 战区副职级（军改前副大军区级） |            |                                                                  |                |                                                              |
| 中将                           | 杨金山     | 成都军区副司令                                                   | 2014年7月      | 开除党籍、军籍、取消中将军衔、移送军事检察机关               |
| 中将                           | 刘 铮      | 总后勤部副部长                                                   | 2014年11月     | 开除党籍、军籍、取消中将军衔、移送军事检察机关               |
| 中将                           | 范长秘     | 兰州军区副政委                                                   | 2014年12月     | 开除党籍、军籍、取消中将军衔、移送军事检察机关               |
| 中将                           | 于大清     | 第二炮兵副政委                                                   | 2014年12月     | 开除党籍、军籍、取消中将军衔、移送军事检察机关               |
| 少将                           | 张东水     | 第二炮兵副政委                                                   | 2015年1月      | 开除党籍、军籍、取消少将军衔、移送军事检察机关               |
| 中将                           | 王玉发     | 广州军区空军原政委                                               | 2015年9月      | 开除党籍、军籍、取消中将军衔、移送军事检察机关               |
| 中将                           | 牛志忠     | 武警部队副司令员                                                 | 2016年2月      | 开除党籍、开除军籍、军事检察机关已立案侦查                   |
| 少将                           | 张 鸣      | 济南军区原参谋长                                                 | 2016年7月      | 开除党籍、军籍、取消中将军衔、移送军事检察机关               |
| 中将                           | 楊世光     | 海军政治工作部原主任                                             | 2017年4月5日   | 立案审查                                                     |
| 中将                           | 刘生杰     | 中央军事委员会后勤保障部副部长                                   | 2017年10月9日  | 撤销中央纪委委员职务                                         |
| 中将                           | 饶开勋     | 战略支援部队副司令员兼参谋长                                     | 2019年7月31日  | 责令辞去全国人大代表                                         |
| 中将                           | 张振中     | 中央军委联合参谋部副参谋长                                       | 2023年12月29日 | 罢免全国人大代表职务                                         |
| 中将                           | 张育林     | 全国人大财政经济委员会委员、中央军委装备发展部原副部长           | 2023年12月29日 | 罢免全国人大代表职务                                         |
| 中将                           | 李传广     | 中国人民解放军火箭军副司令员                                     | 2023年12月29日 | 罢免全国人大代表职务                                         |
| 中将                           | 鞠新春     | 中央军委装备发展部原副部长、南部战区海军司令员                   | 2023年12月29日 | 罢免全国人大代表职务                                         |
| 中将                           | 饶文敏     | 中央军委装备发展部副部长                                         | 2023年12月29日 | 罢免全国人大代表职务                                         |
| 中将                           | 李志忠     | 中部战区副司令员                                                 | 2024年2月27日  | 罢免全国人大代表职务                                         |
| 中将                           | 孙金明     | 中国人民解放军火箭军原参谋长                                     | 2024年7月18日  | 开除党籍。                                                   |
| 中将                           | 邓志平     | 中国人民解放军陆军原副司令员                                     | 2024年9月13日  | 罢免全国人大代表职务                                         |
| 中将                           | 尤海涛     | 全国人大农业与农村委员会委员、中国人民解放军陆军原副司令员       | 2024年12月25日 | 罢免全国人大代表职务                                         |
| 中将                           | 李鹏程     | 南部战区原副司令员兼南部战区海军司令员                           | 2024年12月25日 | 罢免全国人大代表职务                                         |
| 正軍級                         |            |                                                                  |                |                                                              |
| 少将                           | 王明贵     | 防空兵指挥学院政委                                               | 2013年11月     | 开除党籍、军籍、取消少将军衔、移送军事检察机关               |
| 少将                           | 方文平     | 北京军区党委巡视组巡视专员、中共山西省委原常委、山西省军区原司令 | 2014年3月      | 开除党籍、军籍、取消少将军衔、移送军事检察机关               |
| 少将                           | 叶万勇     | 中共四川省委常委、省军区政委                                     | 2014年5月      | 开除党籍、军籍、取消少将军衔、移送军事检察机关               |
| 少将                           | 张祁斌     | 济南军区副参谋长                                                 | 2014年8月      | 开除党籍、军籍、取消少将军衔、移送军事检察机关               |
| 少将                           | 朱和平     | 成都军区联勤部部长                                               | 2014年8月      | 开除党籍、军籍、取消少将军衔、移送军事检察机关               |
| 少将                           | 苑世军     | 湖北省军区司令员                                                 | 2014年10月     | 开除党籍、军籍、取消少将军衔、移送军事检察机关               |
| 少将                           | 王爱国     | 沈阳军区联勤部长                                                 | 2014年11月     | 开除党籍、军籍、取消少将军衔、移送军事检察机关               |
| 少将                           | 黄 星      | 军事科学院科研指导部部长                                         | 2015年1月      | 开除党籍、军籍、取消少将军衔、移送军事检察机关               |
| 少将                           | 傅 怡      | 浙江省军区司令员                                                 | 2015年3月17日  | 开除党籍、军籍、取消少将军衔、移送军事检察机关               |
| 少将                           | 占国桥     | 兰州军区联勤部部长                                               | 2015年3月      | 开除党籍、军籍、取消少将军衔、移送军事检察机关               |
| 少将                           | 董明祥     | 北京军区联勤部部长                                               | 2015年3月      | 开除党籍、军籍、取消少将军衔、移送军事检察机关               |
| 少将                           | 周明贵     | 南京军区政治部副主任                                             | 2015年5月      | 开除党籍、军籍、取消少将军衔、移送军事检察机关               |
| 少将                           | 寇 铁      | 黑龙江省军区司令员                                               | 2015年5月      | 开除党籍、军籍、取消少将军衔、移送军事检察机关               |
| 武警少将                       | 刘占琪     | 武警交通指挥部司令员                                             | 2015年5月      | 开除党籍、军籍、取消少将军衔、移送军事检察机关               |
| 少将                           | 邓瑞华     | 兰州军区联勤部政委                                               | 2015年7月      | 开除党籍、军籍、取消少将军衔、移送军事检察机关               |
| 武警少将                       | 王 信      | 武警交通指挥部政委                                               | 2015年7月      | 开除党籍、军籍、取消少将军衔、移送军事检察机关               |
| 少将                           | 张万松     | 兰州军区联勤部原部长                                             | 2015年8月18日  | 开除党籍、军籍、取消少将军衔、移送军事检察机关               |
| 少将                           | 李明泉     | 总装备部通用裝備部原部長                                         | 2015年12月10日 | 开除党籍、军籍、取消少将军衔、移送军事检察机关               |
| 少将                           | 周林和     | 总后勤部军需物资油料部原部长                                     | 2016年9月3日   | 正在接受组织调查                                             |
| 空军少将                       | 朱洪达     | 空军后勤部原部长                                                 | 2017年3月4日   | 严重违纪，撤销全国政协委员资格                               |
| 少将                           | 钱卫平     | 中央军事委员会装备发展部副部长                                   | 2019年7月24日  | 立案审查                                                     |
| 少将                           | 徐向华     | 西部战区陆军副司令员                                             | 2019年8月26日  | 责令辞去全国人大代表                                         |
| 少将                           | 叶 青      | 海南省军区政治委员                                               | 2019年9月3日   | 责令辞去全国人大代表                                         |
| 少将                           | 孟中康     | 江苏省军区政治委员                                               | 2019年9月3日   | 责令辞去全国人大代表                                         |
| 海军少将                       | 宋 学      | 海军副参谋长                                                     | 2021年4月29日  | 罢免全国人大代表职务                                         |
| 少将                           | 吕 宏      | 火箭军装备部部长                                                 | 2023年12月29日 | 罢免全国人大代表职务                                         |
| 副軍級                         |            |                                                                  |                |                                                              |
| 少将                           | 卫 晋      | 西藏军区副政委                                                   | 2014年4月      | 开除党籍、军籍、取消少将军衔、移送军事检察机关               |
| 少将                           | 陈 强      | 第二炮兵56基地副司令                                             | 2014年5月      | 开除党籍、军籍、取消少将军衔、判处无期徒刑                   |
| 少将                           | 符林国     | 总后勤部司令部副参谋长                                           | 2014年5月      | 开除党籍、军籍、取消少将军衔、移送军事检察机关               |
| 少将                           | 戴维民     | 南京政治学院副院长                                               | 2014年11月     | 开除党籍、军籍、取消少将军衔、移送军事检察机关               |
| 少将                           | 高小燕     | 解放军信息工程大学副政委                                         | 2014年11月     | 开除党籍、军籍、取消少将军衔、移送军事检察机关               |
| 少将                           | 段天杰     | 国防大学政治部副主任                                             | 2014年11月     | 开除党籍、军籍、取消少将军衔、移送军事检察机关               |
| 少将                           | 黄献军     | 山西省军区政治部主任                                             | 2014年11月     | 开除党籍、军籍、取消少将军衔、移送军事检察机关               |
| 大校                           | 马向东     | 南京政治学院政治部主任                                           | 2014年12月     | 开除党籍、军籍、取消大校军衔、移送军事检察机关               |
| 少将                           | 张代新     | 黑龙江省军区副司令                                               | 2014年12月     | 开除党籍、军籍、取消少将军衔、判处有期徒刑10年               |
| 少将                           | 兰伟杰     | 湖北省军区副司令员                                               | 2015年1月      | 开除党籍、军籍、取消少将军衔、判处无期徒刑                   |
| 少将                           | 刘洪杰     | 总参谋部管理保障部副部长                                         | 2015年1月      | 开除党籍、军籍、取消少将军衔、移送军事检察机关               |
| 海军少将                       | 程 杰      | 北海舰队副参谋长                                                 | 2015年1月      | 开除党籍、军籍、取消少将军衔、移送军事检察机关               |
| 少将                           | 陈剑锋     | 广州军区联勤部副部长                                             | 2015年1月      | 开除党籍、军籍、取消少将军衔、移送军事检察机关               |
| 武警少将                       | 蔡广辽     | 中共广东省委办公厅副主任、省公安厅党委副书记                     | 2015年1月13日  | 開除黨籍、軍籍、取消少將軍銜、判处有期徒刑8年                |
| 空军少将                       | 陈红岩     | 北京军区空军政治部副主任                                         | 2015年2月      | 开除党籍、军籍、取消少将军衔、移送军事检察机关               |
| 空军少将                       | 王 声      | 广州军区空军后勤部部长                                           | 2015年2月      | 开除党籍、军籍、取消少将军衔、移送军事检察机关               |
| 少将                           | 郭正钢     | 浙江省军区副政委                                                 | 2015年2月10日  | 开除党籍、军籍、取消少将军衔、移送军事检察机关               |
| 少将                           | 占 俊      | 湖北省军区副司令员                                               | 2015年3月      | 开除党籍、军籍、取消少将军衔、移送军事检察机关               |
| 武警少将                       | 缪贵荣     | 武警交通指挥部原总工程师                                         | 2015年9月15日  | 开除党籍、军籍、取消少将军衔、移送军事检察机关               |
| 少将                           | 周国泰     | 总后勤部军需物资油料部原副部长                                   | 2015年10月21日 | 开除党籍、军籍、取消少将军衔、移送军事检察机关               |
| 武警少将                       | 张根恒     | 新疆公安边防总队原总队长                                         | 2015年11月3日  | 开除党籍、军籍、取消少将军衔、移送军事检察机关               |
| 武警少將                       | 尹志山     | 公安部警卫局原副局长                                             | 2015年11月3日  | 留党察看一年、撤职、副军职降为正师职、少將軍銜降為大校       |
| 武警少將                       | 马德文     | 江苏消防总队原总队长                                             | 2015年11月3日  | 留党察看一年                                                 |
| 少將                           | 吴瑞忠     | 第二炮兵工程大学原副政委                                         | 2015年11月13日 | 开除党籍、军籍、取消少將军衔、移送军事检察机关               |
| 武警少將                       | 瞿木田     | 武警交通指挥部原副司令员                                         | 2015年11月13日 | 开除党籍、军籍、取消少將军衔、移送军事检察机关               |
| 武警少將                       | 杨 海      | 武警福建总队原总队长                                             | 2015年11月     | 开除党籍、军籍、取消少將军衔、移送军事检察机关               |
| 武警少將                       | 沈 涛      | 武警河南总队原总队长、武警工程大学原校长                         | 2015年11月     | 开除党籍、军籍、取消少將军衔、移送军事检察机关               |
| 武警少將                       | 于铁民     | 武警江苏总队原总队长                                             | 2016年1月      | 开除党籍、军籍、取消少將军衔、移送军事检察机关               |
| 大校                           | 王 东      | 天津警备区参谋长                                                 | 2017年3月4日   | 开除党籍、军籍、取消大校军衔，移送军事检察机关               |
| 武警少將                       | 李志坚     | 武警河北总队原总队长                                             | 2017年7月3日   | 立案审查                                                     |
| 武警少將                       | 张福生     | 应急管理部消防救援局副局长                                       | 2022年11月6日  | 开除党籍、公职、取消助理总监消防救援衔，判处有期徒刑十三年   |
| 少將                           | 李同建     | 火箭軍裝備部副部長                                               | 2023年11月24日 | 涉嫌严重违纪和职务犯罪，被罢免北京市人大代表职务。           |